# Сёсинся
Сёсинся (яп. 初心者マーク) или вакаба (яп. 若葉マーク) — специальный знак, который по японским правилам вождения должен установить на свой автомобиль (спереди и сзади) новоиспечённый водитель после получения водительских прав.

Знак Сёсинся (вакаба)

Знак введен в правила в 1972 году и требует его наличие на автомобиле в течение одного года. Водители, считающие, что не обрели достаточно опыта вождения автомобиля, могут его не снимать после истечения первого года управления авто. Наряду с этим знаком существует специальный знак — «корэйся» — для водителей, возраст которых более 75 лет. Оба знака предназначены, чтобы предупредить других участников дорожного движения о неопытных водителях в силу их преклонного или молодого возрастов.
В кодировке Юникод этот знак имеет свой символ U+1F530 (🔰). Также он имеет свой уникальный дизайн в разных операционных системах и программах.